# カワサキ・ZGP
カワサキ・Z-GP（ゼット-ジーピー）とは、川崎重工業（後の川崎重工業モーターサイクル&エンジンカンパニー）が開発し、製造していたオートバイのシリーズ車種である。1980年代において排気量別に生産され、いずれの車種も空冷DOHC2バルブ直列4気筒エンジンを搭載する車種である。一般名称は、Z○○GPというかたちで、○○に排気量が入る。販売当時の主な車輌販売地域は、北米、西欧州、オセアニア、日本であった。

## モデル一覧
400ccクラス

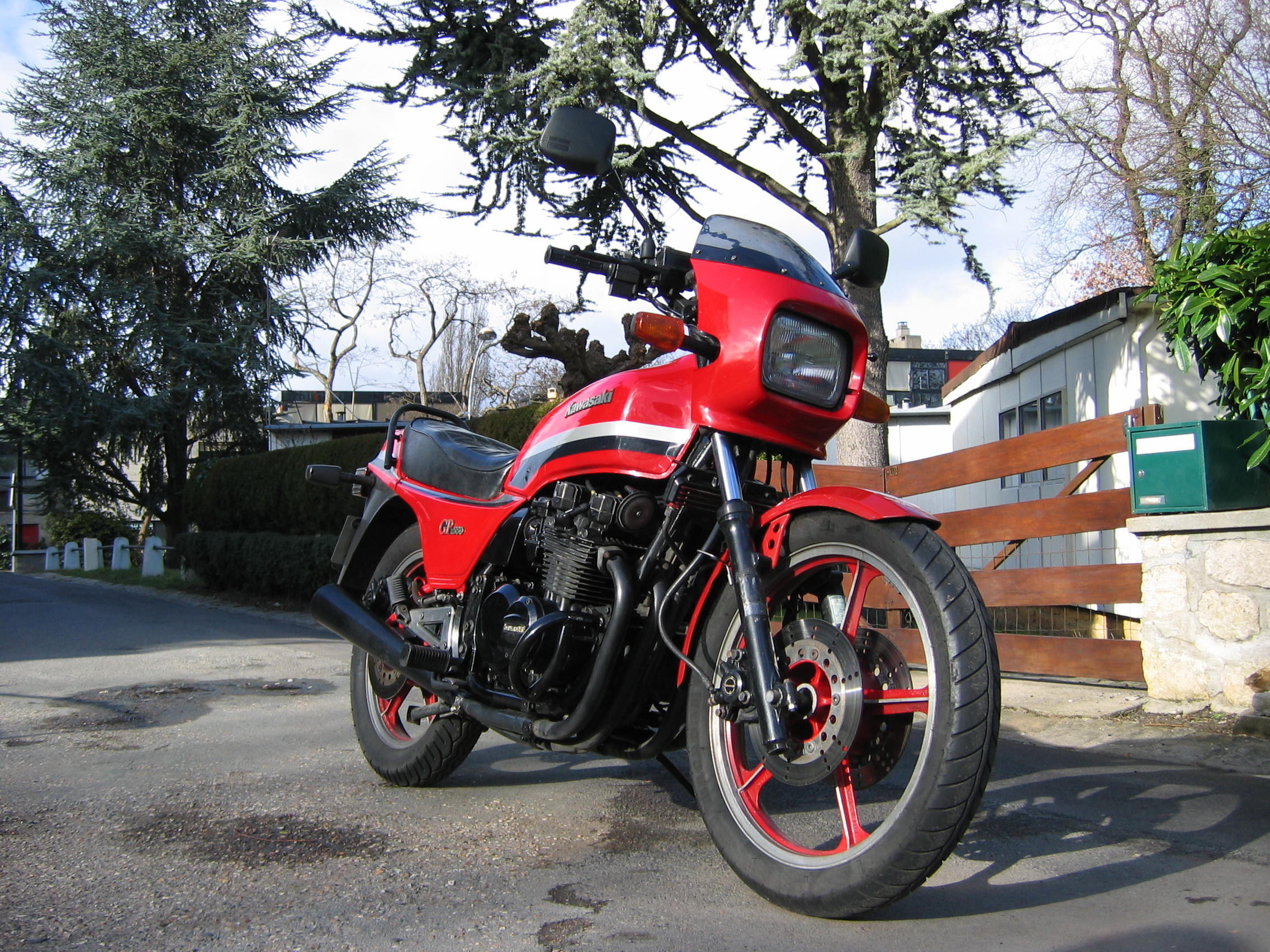
Z550GP

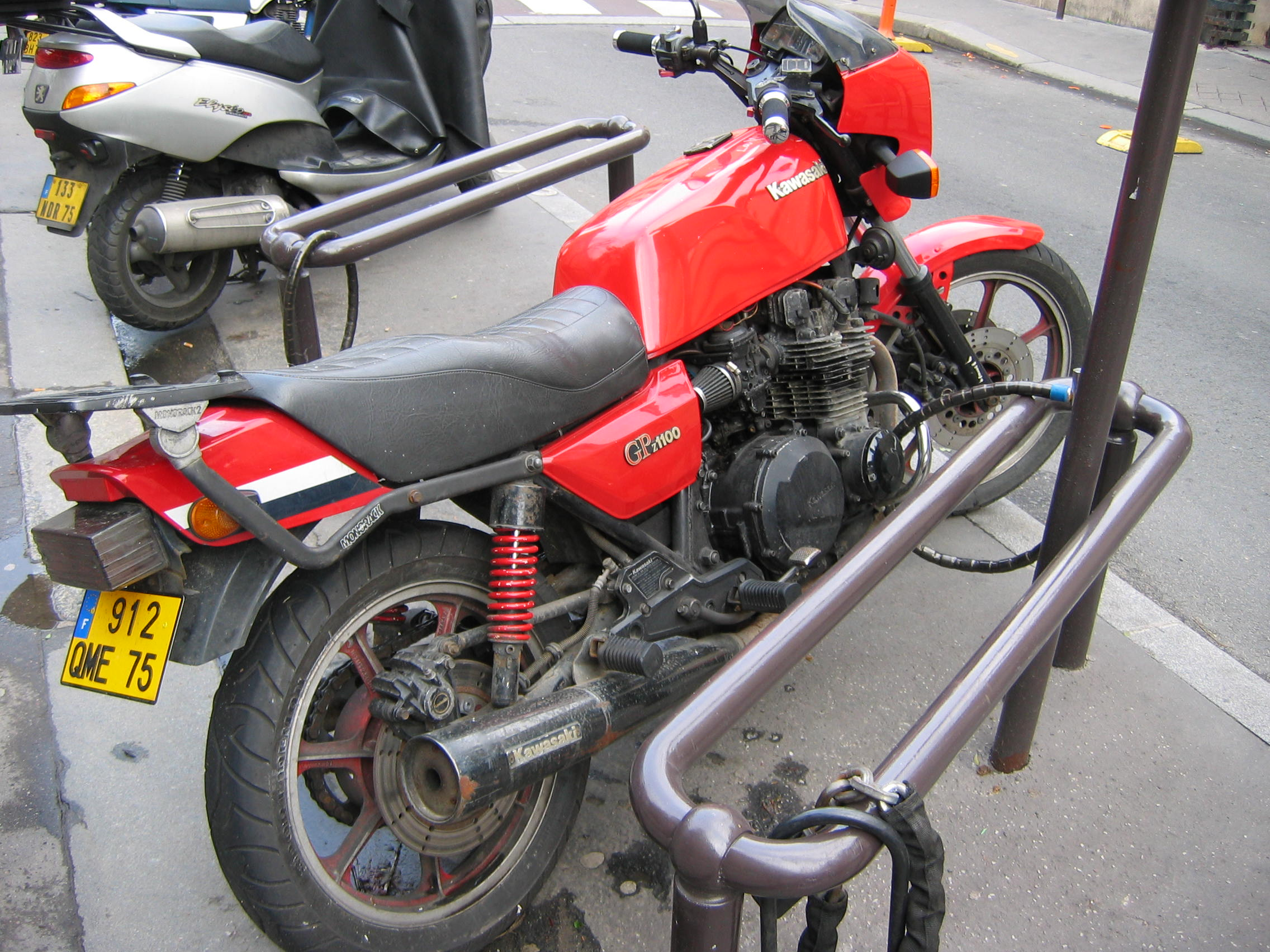
Z1100GP

- Z400GP - Z400FXの後継機種として開発レた。欧州仕様のZ550GPの姉妹車として、日本国内の免許規制に合わせて排気量を下げて登場。カワサキ独自のモノショック式スイングアーム「ユニ・トラック」をリアサスペンションに採用し、一躍人気車種となった。

401 - 750ccクラス
- Z550GP - 輸出専用車。上記のベースとなった先行開発車種。
- Z750GP - 輸出仕様（型式Z750R）は通常のキャブレター車だが、国内仕様（型式Z750V）のみインジェクションシステム「DFI」を採用して発売された。

1000cc超クラス
- Z1100GP - [1981年モデル型式Z1100B1は「KEFI」、1982年モデル型式Z1100B2は進化型の「DFI」と、それぞれインジェクションが装備された車種。またB2ではビキニカウルが装着された。

（※画像は燃料タンクのストライプがなく、トップケースのフィッティング装着のためリアウインカーを変更、インジェクターをキャブレターに換装されているなど、オリジナルではない）